# Prototrygaeus ammothelloides
Prototrygaeus ammothelloides là một loài nhện biển trong họ Ammotheidae. Loài này thuộc chi Prototrygaeus. Prototrygaeus ammothelloides được miêu tả khoa học năm 1975 bởi Stock.